# Atlantic Coast Hockey League (2002)
Die Atlantic Coast Hockey League (ACHL) war eine unterklassige Eishockey-Minor-League im Süden der USA, die einzig in der Saison 2002/03 existierte.

## Geschichte
Die Atlantic Coast Hockey League wurde nach einer gleichnamigen Liga benannt, die von 1981 bis 1987 existierte und mit der All-American Hockey League 1988 zur ECHL fusionierte. Der erste und auch einzige Champion der ACHL waren die Orlando Seals aus Florida. Danach traten die Teams aus ihr aus und gründeten zwei neue Ligen:
- South East Hockey League (SEHL)
- World Hockey Association 2 (WHA2)

Diese beiden Ligen schafften es allerdings nur die Saison 2003/04 durchzustehen. Einige Teams aus beiden Ligen gründeten darauf die Southern Professional Hockey League (SPHL).

## Teams der ACHL

### Verwirklichte Teams
- Cape Fear Fire Antz
- Jacksonville Barracudas
- Knoxville Ice Bears
- Macon Trax
- Orlando Seals
- St. Pete/Winston-Salem Parrots

### Nicht verwirklichte Teams
- Tallahassee Tide – sollten zur Saison 2002/03 den Spielbetrieb aufnehmen, Teambesitzer und Arena-Management konnten sich jedoch nicht auf einen Mietvertrag einigen.

## Saison 2002/03
Die Saison 2002/03 war die einzige Spielzeit der Atlantic Coast Hockey League. Die sechs Teams absolvierten in der regulären Saison zwischen 57 und 60 Begegnungen. Das punktbeste Team der regulären Saison waren die Orlando Seals, die in den Play-offs außerdem den Meistertitel gewannen.

### Reguläre Saison

#### Abschlusstabelle
Abkürzungen: GP = Spiele, W = Siege, L = Niederlagen, T = Unentschieden, OTL = Niederlage nach Overtime, GF = Erzielte Tore, GA = Gegentore, Pts = Punkte
|                                | GP | W  | L  | OTL | GF  | GA  | Pts |
| ------------------------------ | -- | -- | -- | --- | --- | --- | --- |
| Orlando Seals                  | 59 | 43 | 14 | 2   | 235 | 158 | 84  |
| Knoxville Ice Bears            | 59 | 36 | 21 | 2   | 231 | 186 | 68  |
| Macon Trax                     | 59 | 31 | 25 | 3   | 214 | 202 | 57  |
| St. Pete/Winston-Salem Parrots | 57 | 28 | 23 | 6   | 171 | 174 | 53  |
| Cape Fear Fire Antz            | 60 | 21 | 37 | 2   | 180 | 243 | 41  |
| Jacksonville Barracudas        | 60 | 18 | 41 | 1   | 180 | 248 | 35  |

### Playoffs
|  | Halbfinale | Halbfinale                     | Halbfinale |  |  | Finale | Finale              | Finale |
|  |            |                                |            |  |  |        |                     |        |
|  |            |                                |            |  |  |        |                     |        |
|  | 1          | Orlando Seals                  | 3          |  |  |        |                     |        |
|  | 3          | Macon Trax                     | 0          |  |  |        |                     |        |
|  |            |                                |            |  |  | 1      | Orlando Seals       | 3      |
|  |            |                                |            |  |  | 2      | Knoxville Ice Bears | 0      |
|  | 2          | Knoxville Ice Bears            | 3          |  |  |        |                     |        |
|  | 4          | St. Pete/Winston-Salem Parrots | 0          |  |  |        |                     |        |
|  |            |                                |            |  |  |        |                     |        |